# Anna Jablonskaja
Anna Jablonskaja, eigentlich Anna Maschutina (* 20. Juli 1981 in Odessa; † 24. Januar 2011 im Flughafen Moskau-Domodedowo), war eine russischsprachige ukrainische Theaterautorin.

## Leben
Anna Maschutina studierte Internationales Recht an der Rechtsakademie Odessa. Sie war mit Artem Mashutin verheiratet; 2007 wurde die Tochter Maria geboren. 
Sie schrieb unter dem Pseudonym Anna Jablonskaja. Neben lyrischen Arbeiten hat sie nahezu zwanzig Bühnenstücke in russischer Sprache geschrieben, die um das Familienleben und weibliche Einzelschicksale kreisen. Ihre Stücke wurden überwiegend in Jekaterinburg uraufgeführt. Seit 2004 erhielt Jablonskaja in Russland und Weißrussland verschiedene Preise bei Theaterfestivals in Moskau, Jekaterinburg und Minsk. Im Jahr 2006 war sie zur Theaterbiennale „Neue Stücke aus Europa“ nach Wiesbaden eingeladen worden, ebenso zum „Springdance“ Festival nach Utrecht, 2010 war sie am Londoner Royal Court Theatre zu Gast.
Jablonskaja war am 24. Januar 2011 auf der Anreise nach Moskau, wo sie einen Filmpreis erhalten sollte. Sie war unter den Opfern des Selbstmordanschlags auf dem Moskauer Flughafen Domodedowo.

## Werke
- Es gibt kein Ende. Monodialoge (2005) wurde 2012 als erstes ihrer Stücke in deutscher Übersetzung  bei den Ruhrfestspielen vom Zimmertheater Tübingen aufgeführt.[1]
- Helden. Deutsche Erstaufführung: 2012 im Nationaltheater Mannheim[2]

## Texte
- Anna Jablonskaja – Von Prometheus und Buchenwald, bei: kontextrakt